# Tage Erlander
Tage Fritiof Erlander (13. června 1901 – 21. června 1985) byl švédský sociálnědemokratický politik, dlouholetý předseda Švédské sociálně demokratické strany dělnické (Sveriges socialdemokratiska arbetareparti), klíčová postava švédské politiky ve 20. století. Třiadvacet let byl nepřetržitě předsedou švédské vlády (1946–1969), což je švédský rekord a jeden z nejdelších premiérských mandátů v historii moderních demokracií. Ve stejné době vedl sociálnědemokratickou stranu.
Erlander byl otec švédského modelu sociálního státu a švédského hospodářského zázraku po druhé světové válce. Odmítl znárodňování, ovšem trval na budování silného veřejného sektoru, zejména veřejného zdravotnictví a důchodového zabezpečení. Navzdory mohutným veřejným investicím, švédské hospodářství zažívalo v jeho epoše rekordní růst. Éra rekordních poválečných hospodářských přírůstků (končící ropnou krizí roku 1973) je ve Švédsku někdy nazývána Rekordåren (Éra rekordů), přivedla Švédsko do čela žebříčků kvality života OECD i mezi skupinu ekonomicky nejsilnějších států světa (G 10).
V zahraniční politice se pokoušel o co největší sblížení s ostatními severskými státy, což se ale zcela nezdařilo. Typickým rysem Erlanderovy politiky byl rovněž důraz na švédskou suverenitu – Erlander odmítl vstoupit do NATO, avšak silně investoval do švédské armády, pod jeho vedením Švédsko investovalo do obrany nejvíce po USA, Sovětském svazu a Izraeli. Vybudoval třetí nejsilnější vojenské letectvo na světě. Odmítl ovšem budovat nukleární arzenál, roku 1968 podepsal Smlouvu o nešíření jaderných zbraní.
Začínal jako editor švédské encyklopedie Svensk Uppslabok (1928–1938). Roku 1933 byl prvně zvolen do švédského parlamentu (Riksdagu). Končil na vrcholu, když jeho strana získala ve volbách roku 1968 50,1 procenta hlasů. On pak předal premiérský post svému dlouholetému blízkému spolupracovníkovi Olofu Palmemu, který zemi vedl dalších 7 let. Stejně tak Palmemu předal vedení švédské sociální demokracie.